# Epidemia dorcas
Epidemia dorcas är en fjärilsart som beskrevs av Kirby 1837. Epidemia dorcas ingår i släktet Epidemia och familjen juvelvingar. Inga underarter finns listade i Catalogue of Life.